# Eranina cretaria
Eranina cretaria là một loài bọ cánh cứng trong họ Cerambycidae.